# 染野屋
株式会社染野屋（そめのや）は茨城県取手市東2-1-32に本社を置く、豆腐の製造及び移動販売会社である。

## 会社概要
株式会社染野屋は、江戸時代文久二年より豆腐製造を行う豆腐その他大豆食品の製造及び販売会社。同社の主力販売網として、昔ながらの移動販売によって対面販売を行う形態が特徴。また豆腐の主原料は国産大豆・国産海水にがりを使用し、消泡剤などの合成添加物を使用しない江戸時代からの作り方を継承している。同社は国内だけでなく、ヨーロッパや東南アジアにもグループ会社を持つ豆腐のグローバルカンパニーである。同社の商品名称では「豆腐」を「豆富」と表記している。

## コーポレートミッション
同社の掲げる“Soybeans Save the World”（大豆は世界を救う）は、「環境破壊を食い止め持続可能な社会を次世代へ継承する為に、環境負荷の高い食肉から大豆を主とする植物性のタンパク質を摂取する習慣にプロテインシフトしていく事によって実現させていく」というもの。
現代表の八代目染野屋半次郎は、2016年2月にNPO法人日本ベジタリアン協会の主催する第一回日本ベジタリアンアワードにて、ミートフリーマンデー賞を受賞している。「大豆は世界を救う」の講演活動を通して、ベジタリアニズムと環境保全の啓蒙活動に貢献したというもの。
また同社は英国ポール・マッカートニー氏の提唱するミートフリーマンデーの日本版ミートフリーマンデージャパンのオフィシャルスポンサーでもある。

## 沿革
- 1862年（文久2年） - 初代香取半次郎が、取手宿である取手本陣（現・染野家住宅）より妻をもらい豆腐の製造小売業「山半萬屋」を開始。
- 1932年（昭和7年） - 半次郎商店と染野豆腐店に分家。
- 2004年（平成16年）
  - 有限会社染野屋を設立、代表取締役に小野篤人が就任。
  - 茨城県取手市のJR取手駅ビルボックスヒル内に店舗出店。
- 2005年（平成17年）- 有限会社染野屋と有限会社半次郎商店が統合、代表取締役に小野篤人が就任。
- 2006年（平成18年）- 株式会社染野屋に組織変更。茨城県に取手営業所開設。
- 2007年（平成19年）- 千葉県に千葉営業所開設。
- 2008年（平成20年）- 埼玉県にさいたま営業所開設。
- 2009年（平成21年）- ISO 9001認証取得。
- 2011年（平成23年）8月 - 東京都内に本社を移転。
- 2011年（平成23年）12月 - 東京都に足立営業所開設。
- 2013年（平成25年）4月 - 神奈川県に横浜営業所を開設。
- 2013年（平成25年）9月 - 静岡工場が稼働。焼津営業所を開設。
- 2015年（平成27年）
  - 現代表が八代目染野屋半次郎を襲名。
  - 商号を染野屋半次郎とする。
- 2016年（平成28年）- 静岡工場HACCP取得。
- 2019年（令和元年）- 栃木県に小山営業所を開設。
- 2021年（令和3年）
  - 群馬県に太田営業所を開設。
  - 石川県の株式会社山下ミツ商店をグループ化。
  - 石川県に金沢営業所を開設。
- 2022年（令和4年）- 欧州スペイン・バルセロナのTofu Catalán S.L. をグループ化。
- 2023年（令和5年）
  - Tofu Catalán S.L.の屋号をSOMENOYA Barcelonaへ変更。
  - 群馬県に前橋営業所、富山県に富山営業所を開設。
  - マレーシア・クアラルンプールに「大江戸豆富」を設立。

## 事業所
- 本店 - 茨城県取手市東2-1-32
- 東京ヘッドオフィス - 東京都千代田区丸の内2-2-1　岸本ビルヂング6F
- 工場
  - 取手工場 - 茨城県取手市東2-1-32
  - 静岡工場 - 静岡県島田市向谷2-14-31
- 営業所
  - 取手営業所 - 茨城県取手市東2-1-35
  - 千葉営業所 - 千葉県千葉市若葉区貝塚町598-3
  - さいたま営業所 - 埼玉県さいたま市北区吉野町1-346-10
  - 横浜営業所 - 神奈川県横浜市都筑区池辺町3318
  - 焼津営業所 - 静岡県焼津市三和1195
  - 小山営業所 - 栃木県小山市萩島178番
  - 太田営業所 - 群馬県太田市新田金井町517-1
  - 前橋営業所 – 群馬県前橋市天川原町1-17-1
  - 金沢営業所 – 石川県野々市市堀内5-284
  - 富山営業所 – 富山県富山市萩島43-2
  - バルセロナ店 - C/ d'Aribau 119, 08036 Barcelona, Spain
- 関連子会社
  - 株式会社山下ミツ商店 - 石川県白山市白峰チ62-6
  - Tofu Catalán S.L. (染野屋バルセロナ/ SOMENOYA Barcelona) - C/ d'Aribau 119, 08036 Barcelona, Spain
  - THREE BIJIN SISTERS SDN. BHD (大江戸豆富) - Level 32 Menara Allianz Sentral, 203 Jaian Tun Sambanthan, 50470 Kuala Lumpur, Malaysia

## 海外展開
スペイン
2022年9月30日、元朝日新聞記者の清水建宇により定年後の2010年にバルセロナにて設立された豆富製造業者TOFU Catalan S.L.の発行済み株式の2／3を取得し、グループ会社する
マレーシア

## ギャラリー
- にがりきぬごし
- 静岡工場

- 山下ミツ商店本店
- SOMENOAYA Barcelona